# Ceresium propinquum
Ceresium propinquum är en skalbaggsart som beskrevs av Holzschuh 1982. Ceresium propinquum ingår i släktet Ceresium och familjen långhorningar.
Artens utbredningsområde är Nepal. Inga underarter finns listade i Catalogue of Life.